# Ubaldo Fillol
Ubaldo Matildo Fillol (San Miguel del Monte, Buenos Aires, 21 de julio de 1950) es un exfutbolista y entrenador argentino, que se desempeñaba en la posición de arquero. Se destacó en River Plate, Racing Club y la Selección argentina. Es considerado como uno de los mejores del fútbol argentino y mundial. Se destacó por sus grandes voladas, reflejos, capacidad de reacción y el uso de sus piernas, en las que contaba con una fuerza admirable. Fue entrenador de arqueros en la Selección de su país.
Surgió con el Club San Miguel de Monte (1960-1964) y jugó en Quilmes, Racing Club, River Plate, Argentinos Juniors o el Atlético de Madrid. Obtuvo el premio al futbolista del año en Argentina en 1977 y con la Selección argentina, conquistó la Copa Mundial de la FIFA 1978, cuando fue elegido el mejor portero, fundamental para que su selección consiguiera ese logro.
Por su carrera en River Plate, fue la contracara de Hugo Orlando Gatti, otro gran arquero argentino que jugaba en Boca Juniors, el clásico rival. El Pato Fillol era la imagen del profesionalismo y la seriedad; el Loco Gatti lo era del desparpajo y de tomarse el fútbol como diversión.
En 2025, ha sido distinguido en la Decimotercera Votación del Salón de la Fama del Futbol Internacional. Fue elegido en la categoría Decano Internacional. La votación se realizó en Pachuca, Hidalgo, México, y participaron 140 periodistas de todo el mundo.

## Trayectoria

### Como jugador
El 1 de mayo de 1969 debutó en la Primera División de Argentina, en un partido entre Quilmes y Huracán. Pronto llamaría la atención por su físico, agilidad y espíritu ganador. 
Luego pasó a Racing Club donde se distinguió por su calidad, entrega, dominio del arco, es considerado una figura temprana para la selección nacional. En Racing (en una segunda etapa) obtendría la Supercopa Sudamericana 1988 y la Supercopa Interamericana con soberbias actuaciones.
En 1973, fue transferido a River Plate, donde obtendría siete títulos: los campeonatos Metropolitanos de 1975 (que implicó la primera conquista de River tras 18 años), 1977, 1979 y 1980; y los Nacionales de 1975, 1979 y 1981.
En 1983, tras un conflicto con la dirigencia de River, y luego de considerar el retiro, fue transferido a Argentinos Juniors por pedido expreso de Ángel Amadeo Labruna, entrenador del equipo de La Paternal, donde jugó 17 partidos.
En noviembre de ese año pasó al Flamengo de Brasil, donde jugaría hasta 1985 y obtendría la Copa Guanabara 1984.
En 1985 pasó al Atlético de Madrid con 35 años y salió subcampeón de la Recopa de Europa. Obtuvo la Supercopa de España de 1985.

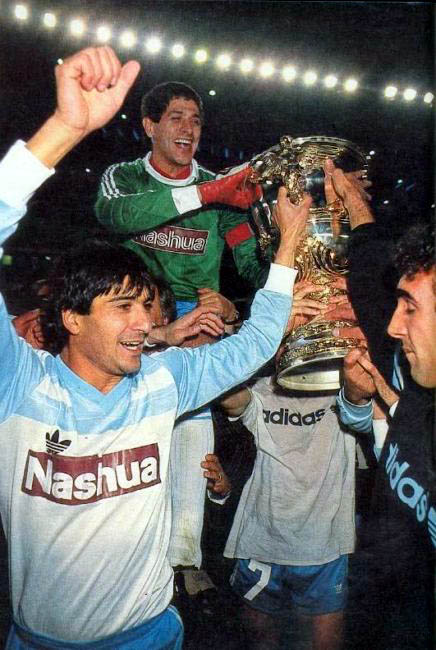
Fillol levanta la Supercopa Sudamericana de 1988 con Racing Club

A principios de 1987, regresó a la Argentina fichando para Racing Club, con el que ganó la primera edición de la Supercopa Sudamericana en 1988
En 1990, con 40 años, finalizó su carrera en Vélez Sarsfield. Cuidó el arco contra River Plate (es un reconocido hincha de River), incluso atajó un penal, con lo que le negó a su exequipo la vuelta olímpica. Ese día, la prensa lo calificó con 10 puntos y consiguió el récord de penales atajados en el fútbol argentino (26), mérito compartido con Gatti. Este es el detalle de ese récord, en el cual no se incluyen los disparos realizados mediante definiciones por tiro penal. Todos los penales reseñados fueron ejecutados en los 90 minutos.
| Torneo                  | Equipo          | Rival              | Ejecutante          | Resultado |
| ----------------------- | --------------- | ------------------ | ------------------- | --------- |
| Metropolitano 70        | Quilmes         | Gimnasia LP        | Onnis               | 2-0       |
| Primera División B 1971 | Quilmes         | Nueva Chicago      | Pietrone            | 1-3       |
| Metropolitano 72        | Racing Club     | Independiente      | Bulla               | 1-1       |
| Metropolitano 72        | Racing Club     | San Lorenzo        | Héctor Scotta       | 2-0       |
| Metropolitano 72        | Racing Club     | Estudiantes LP     | Juan Ramón Verón    | 0-0       |
| Metropolitano 72        | Racing Club     | Lanús              | Santiago            | 4-3       |
| Metropolitano 72        | Racing Club     | Boca Juniors       | Rubén Suñé          | 3-1       |
| Metropolitano 72        | Racing Club     | Estudiantes LP     | Bedogni             | 1-0       |
| Nacional 74             | River Plate     | Gimnasia LP        | Della Savia         | 1-3       |
| Metropolitano 75        | River Plate     | Chacarita Juniors  | Miguel Ángel Bordón | 3-0       |
| Metropolitano 75        | River Plate     | Boca Juniors       | Trobbiani           | 2-1       |
| Metropolitano 75        | River Plate     | Temperley          | Merlo               | 6-1       |
| Nacional 75             | River Plate     | Gimnasia (Mendoza) | Letanú              | 2-0       |
| Nacional 75             | River Plate     | All Boys           | Medina              | 4-1       |
| Metropolitano 76        | River Plate     | Argentinos Jrs.    | Yrigoyen            | 5-2       |
| Metropolitano 77        | River Plate     | Huracán            | Seoane              | 2-0       |
| Nacional 77             | River Plate     | Gimnasia (Jujuy)   | Gilé                | 6-0       |
| Nacional 78             | River Plate     | Atlanta            | Atondo              | 2-0       |
| Nacional 78             | River Plate     | Alvarado (MdP)     | E. Gómez            | 2-0       |
| Nacional 79             | River Plate     | Rosario Central    | Félix Orte          | 4-0       |
| Metropolitano 80        | River Plate     | Argentinos Jrs.    | Maradona            | 0-2       |
| Metropolitano 82        | River Plate     | Ferro Carril Oeste | Miguel Ángel Juárez | 2-0       |
| Metropolitano 83        | Argentinos Jrs. | Temperley          | Finarolli           | 0-0       |
| Metropolitano 83        | Argentinos Jrs. | Rosario Central    | Daniel Sperandío    | 0-1       |
| Apertura 90             | Vélez Sársfield | Argentinos Jrs.    | Ortega              | 2-2       |
| Apertura 90             | Vélez Sársfield | River Plate        | Rubén Da Silva      | 2-1       |

En relación con la eterna comparación entre los más grandes porteros de finales del siglo XX, hay dos detalles sutiles que inclinan la balanza a favor de Fillol: le ejecutaron menos penales (107 contra 131 a Gatti) en menos encuentros (589 contra 725 de Gatti). Esto indica que el Pato atajó el 24,3% de los penales, con un penal atajado cada 26 partidos, mientras que el Loco se quedó con el 19,85%, con uno atajado cada 27,88 partidos. Frías estadísticas que ratifican la grandeza de estos monstruos del arco.
Otro record de Fillol relacionado con los penales pasa por la cantidad de disparos atajados en un mismo torneo. Jugando para Racing, durante el Metropolitano de 1972, atajó seis penales a Carlos Bulla, de Independiente; Héctor Scotta de San Lorenzo; Juan Ramón Verón de Estudiantes de La Plata; José Santiago de Lanús; Rubén Suñé de Boca Juniors, y Rubén Délfor Bedogni, de Estudiantes. Salvo el primer encuentro ante Estudiantes, igualado sin goles en 1 y 57, en los demás ganó Racing.

### Como entrenador

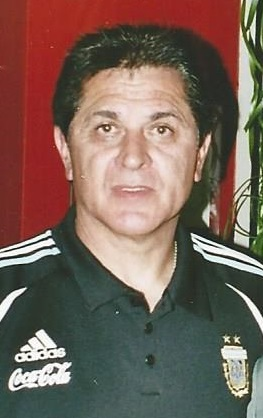
Ubaldo Fillol en 2006, con la Selección de Argentina.

Retirado como futbolista, incursionó en la dirección técnica. Fue DT de porteros en la selección nacional, antes de pasar a Racing. En dicho club, dirigió el Clausura 2004 y parte del Apertura 2004, durante el cual renunció a mitad del torneo debido a los malos resultados.
Regresó a la Selección como instructor de porteros y "orientador de juveniles", formó parte del cuerpo técnico mundialista de Alemania 2006. Integró el cuerpo técnico de River Plate como entrenador de porteros.
- Racing Club
- Entrenador Selección Argentina Sub-15
- Entrenador de porteros en todas las Selecciones, incluyendo la Mayor
- Entrenador de porteros en River Plate (Argentina)

## Selección nacional
En 1974, su nivel lo lleva a la Selección Argentina. Fue segundo portero en el Mundial de Alemania, en donde hizo su debut en el seleccionado argentino el 3 de julio ante Alemania Democrática. 
En 1978, es campeón en el Mundial de Argentina. Durante este mundial le contuvo un tiro penal al polaco Deyna, y fue elegido el mejor portero de la competencia. Entre 1974 y 1985, atajó en la Selección 58 partidos. Durante esos años disputó dos Copas del Mundo (1978 y 1982) y fue titular en todos los encuentros de la clasificación para el Mundial de México 1986, aunque no sería convocado por Carlos Bilardo.

### Participaciones en Copas del Mundo
| Mundial                        | Sede      | Resultado    | Partidos | Goles |
| ------------------------------ | --------- | ------------ | -------- | ----- |
| Copa Mundial de Fútbol de 1974 | Alemania  | Segunda fase | 1        | 1     |
| Copa Mundial de Fútbol de 1978 | Argentina | Campeón      | 7        | 4     |
| Copa Mundial de Fútbol de 1982 | España    | Segunda fase | 5        | 7     |

## Estadísticas
Datos actualizados al fin de la carrera deportiva.
| Quilmes Argentina |               |               |     |     |     |    |    |    |   |   |    |    |    |     |     |     |     |
| 1.ª | M-1969        | 1             | 6   | 0   | -   | -  | -  | -  | - | - | -  | -  | -  | 1   | 6   | 0   |     |
| 1.ª | M-1970        | 33            | 40  | 11  | -   | -  | -  | 2  | 4 | 1 | -  | -  | -  | 35  | 44  | 12  |     |
| Total club | Total club    | 34            | 46  | 11  | 0   | 0  | 0  | 2  | 4 | 1 | 0  | 0  | 0  | 36  | 50  | 12  |     |
| Racing Club Argentina |               |               |     |     |     |    |    |    |   |   |    |    |    |     |     |     |     |
| 1.ª | M-1972        | 27            | 36  | 5   | -   | -  | -  | -  | - | - | -  | -  | -  | 27  | 36  | 5   |     |
| 1.ª | N-1972        | 13            | 18  | 4   | -   | -  | -  | -  | - | - | -  | -  | -  | 13  | 18  | 4   |     |
| 1.ª | M-1973        | 17            | 28  | 4   | -   | -  | -  | -  | - | - | -  | -  | -  | 17  | 28  | 4   |     |
| 1.ª | N-1973        | 2             | 2   | 1   | -   | -  | -  | -  | - | - | -  | -  | -  | 2   | 2   | 1   |     |
| 1.ª | 1987          | 13            | 6   | 9   | -   | -  | -  | -  | - | - | -  | -  | -  | 13  | 6   | 9   |     |
| 1.ª | 1987-88       | 35            | 32  | 12  | -   | -  | -  | -  | - | - | -  | -  | -  | 35  | 32  | 12  |     |
| 1.ª | 1988-89       | 24            | 21  | 9   | -   | -  | -  | -  | - | - | 12 | 9  | 5  | 36  | 30  | 14  |     |
| Total club | Total club    | 131           | 143 | 44  | 0   | 0  | 0  | 0  | 0 | 0 | 12 | 9  | 5  | 143 | 152 | 49  |     |
| River Plate Argentina |               |               |     |     |     |    |    |    |   |   |    |    |    |     |     |     |     |
| 1.ª | N-1973        | 2             | 1   | 1   | -   | -  | -  | -  | - | - | -  | -  | -  | 2   | 1   | 1   |     |
| 1.ª | M-1974        | 11            | 19  | 2   | -   | -  | -  | -  | - | - | -  | -  | -  | 11  | 19  | 2   |     |
| 1.ª | N-1974        | 11            | 12  | 3   | -   | -  | -  | -  | - | - | -  | -  | -  | 11  | 12  | 3   |     |
| 1.ª | M-1975        | 36            | 36  | 13  | -   | -  | -  | -  | - | - | -  | -  | -  | 19  | 21  | 8   |     |
| 1.ª | N-1975        | 22            | 23  | 7   | -   | -  | -  | -  | - | - | -  | -  | -  | 22  | 23  | 7   |     |
| 1.ª | M-1976        | 25            | 26  | 9   | -   | -  | -  | -  | - | - | 11 | 6  | 6  | 36  | 32  | 15  |     |
| 1.ª | N-1976        | 15            | 13  | 6   | -   | -  | -  | -  | - | - | -  | -  | -  | 15  | 13  | 6   |     |
| 1.ª | M-1977        | 42            | 42  | 13  | -   | -  | -  | -  | - | - | 6  | 5  | 2  | 48  | 47  | 15  |     |
| 1.ª | N-1977        | 14            | 15  | 7   | -   | -  | -  | -  | - | - | -  | -  | -  | 14  | 15  | 7   |     |
| 1.ª | M-1978        | 5             | 5   | 2   | -   | -  | -  | -  | - | - | 8  | 4  | 5  | 13  | 9   | 7   |     |
| 1.ª | N-1978        | 15            | 14  | 7   | -   | -  | -  | -  | - | - | -  | -  | -  | 15  | 14  | 7   |     |
| 1.ª | M-1979        | 17            | 17  | 7   | -   | -  | -  | -  | - | - | -  | -  | -  | 17  | 17  | 7   |     |
| 1.ª | N-1979        | 20            | 17  | 7   | -   | -  | -  | -  | - | - | -  | -  | -  | 20  | 17  | 7   |     |
| 1.ª | M-1980        | 34            | 28  | 13  | -   | -  | -  | -  | - | - | 7  | 4  | 4  | 41  | 32  | 17  |     |
| 1.ª | N-1980        | 13            | 14  | 4   | -   | -  | -  | -  | - | - | -  | -  | -  | 13  | 14  | 4   |     |
| 1.ª | M-1981        | 25            | 34  | 3   | -   | -  | -  | -  | - | - | 6  | 6  | 3  | 31  | 40  | 6   |     |
| 1.ª | N-1981        | 18            | 10  | 11  | -   | -  | -  | -  | - | - | -  | -  | -  | 18  | 10  | 11  |     |
| 1.ª | M-1982        | 23            | 26  | 6   | -   | -  | -  | -  | - | - | 6  | 1  | 5  | 29  | 27  | 11  |     |
| 1.ª | N-1983        | 12            | 3   | 10  | -   | -  | -  | -  | - | - | -  | -  | -  | 12  | 3   | 10  |     |
| 1.ª | M-1983        | 2             | 2   | 1   | -   | -  | -  | -  | - | - | -  | -  | -  | 2   | 2   | 1   |     |
| Total club | Total club    | 362           | 357 | 132 | 0   | 0  | 0  | 0  | 0 | 0 | 44 | 26 | 25 | 406 | 383 | 157 |     |
| Argentinos Juniors Argentina |               |               |     |     |     |    |    |    |   |   |    |    |    |     |     |     |     |
| 1.ª | M-1983        | 17            | 17  | 7   | -   | -  | -  | -  | - | - | -  | -  | -  | 17  | 17  | 7   |     |
| Total club | Total club    | 17            | 17  | 7   | 0   | 0  | 0  | 0  | 0 | 0 | 0  | 0  | 0  | 17  | 17  | 7   |     |
| Flamengo · Brasil |               |               |     |     |     |    |    |    |   |   |    |    |    |     |     |     |     |
| 1.ª | 1984          | 21            | 18  | 13  | 21  | 15 | 10 | -  | - | - | 10 | 10 | 4  | 52  | 43  | 27  |     |
| 1.ª | 1985          | 13            | 13  | 4   | -   | -  | -  | -  | - | - | -  | -  | -  | 13  | 13  | 4   |     |
| Total club | Total club    | 34            | 31  | 17  | 21  | 15 | 10 | 0  | 0 | 0 | 10 | 10 | 4  | 65  | 56  | 31  |     |
| Atlético de Madrid · España |               |               |     |     |     |    |    |    |   |   |    |    |    |     |     |     |     |
| 1.ª | 1985-86       | 17            | 22  | 3   | -   | -  | -  | 3  | 3 | 1 | 6  | 5  | 3  | 26  | 30  | 7   |     |
| Total club | Total club    | 17            | 22  | 3   | 0   | 0  | 0  | 3  | 3 | 1 | 6  | 5  | 3  | 26  | 30  | 7   |     |
| Vélez Sarsfield Argentina |               |               |     |     |     |    |    |    |   |   |    |    |    |     |     |     |     |
| 1.ª | 1989-90       | 24            | 18  | 9   | -   | -  | -  | -  | - | - | -  | -  | -  | 24  | 18  | 9   |     |
| 1.ª | 1990          | 19            | 17  | 6   | -   | -  | -  | -  | - | - | -  | -  | -  | 19  | 17  | 6   |     |
| Total club | Total club    | 43            | 35  | 15  | 0   | 0  | 0  | 0  | 0 | 0 | 0  | 0  | 0  | 43  | 35  | 15  |     |
| Total carrera | Total carrera | Total carrera | 638 | 651 | 229 | 21 | 15 | 10 | 5 | 7 | 2  | 72 | 50 | 37  | 736 | 723 | 278 |
| (1) Incluye datos de la Campeonato Carioca. (2) Incluye datos de la Copa Argentina, Supercopa de España, Copa del Rey. (3) Incluye datos de la Copa Libertadores, Recopa de Europa, Supercopa Sudamericana. (4) No incluyen partidos amistosos. |               |               |     |     |     |    |    |    |   |   |    |    |    |     |     |     |     |

### Selección
| Selección          | Año | Amistosos | Amistosos | Eliminatorias | Eliminatorias | Copa América | Copa América | Mundial | Mundial | Total | Total |
| Selección          | Año | PJ        | GR        | PJ            | GR            | PJ           | GR           | PJ      | GR      | PJ    | GR    |
| ------------------ | --- | --------- | --------- | ------------- | ------------- | ------------ | ------------ | ------- | ------- | ----- | ----- |
| Absoluta Argentina |     |           |           |               |               |              |              |         |         |       |       |
| 1974               | -   | -         | -         | -             | -             | -            | 1            | 1       | 1       | 1     |       |
| 1975               | -   | -         | -         | -             | -             | -            | -            | -       | 0       | 0     |       |
| 1976               | -   | -         | -         | -             | -             | -            | -            | -       | 0       | 0     |       |
| 1977               | -   | -         | -         | -             | -             | -            | -            | -       | 0       | 0     |       |
| 1978               | 6   | 5         | -         | -             | -             | -            | 7            | 4       | 13      | 9     |       |
| 1979               | 5   | 9         | -         | -             | -             | -            | -            | -       | 5       | 9     |       |
| 1980               | 9   | 8         | -         | -             | -             | -            | -            | -       | 9       | 8     |       |
| 1981               | 4   | 5         | -         | -             | -             | -            | -            | -       | 4       | 5     |       |
| 1982               | 3   | 2         | -         | -             | -             | -            | 5            | 7       | 8       | 9     |       |
| 1983               | 2   | 1         | -         | -             | 3             | 3            | -            | -       | 5       | 4     |       |
| 1984               | 2   | 3         | -         | -             | -             | -            | -            | -       | 2       | 3     |       |
| 1985               | 4   | 4         | 5         | 6             | -             | -            | -            | -       | 9       | 10    |       |
| Total              | 35  | 37        | 5         | 6             | 3             | 3            | 13           | 12      | 56      | 58    |       |

### Resumen estadístico
|                        | Partidos | Goles recibidos |
| ---------------------- | -------- | --------------- |
| Liga                   | 638      | 651             |
| Liga Estatal           | 21       | 15              |
| Copas nacionales       | 5        | 7               |
| Copas internacionales  | 72       | 50              |
| Selección de Argentina | 56       | 58              |
| Total                  | 792      | 781             |

## Palmarés

### Campeonatos regionales
| Título         | Club           | Estado         | Año  |
| -------------- | -------------- | -------------- | ---- |
| Taça Guanabara | C. R. Flamengo | Río de Janeiro | 1984 |
| Taça Río       | C. R. Flamengo | Río de Janeiro | 1985 |

### Campeonatos nacionales
| Título              | Club               | País      | Año    |
| ------------------- | ------------------ | --------- | ------ |
| Primera División    | C. A. River Plate  | Argentina | M-1975 |
| Primera División    | C. A. River Plate  | Argentina | N-1975 |
| Primera División    | C. A. River Plate  | Argentina | M-1977 |
| Primera División    | C. A. River Plate  | Argentina | M-1979 |
| Primera División    | C. A. River Plate  | Argentina | N-1979 |
| Primera División    | C. A. River Plate  | Argentina | M-1980 |
| Primera División    | C. A. River Plate  | Argentina | N-1981 |
| Supercopa de España | Atlético de Madrid | España    | 1985   |

### Campeonatos internacionales
| Título                  | Club        | País           | Año  |
| ----------------------- | ----------- | -------------- | ---- |
| Copa Mundial de la FIFA | Argentina   | Buenos Aires   | 1978 |
| Supercopa Sudamericana  | Racing Club | Belo Horizonte | 1988 |

## Vida privada

### Dictadura

Ubaldo Fillol en una figurita del mundial Panini

Fillol se consagró en el Mundial de 1978. De esas épocas, recuerda las amenazas que sufrió por parte del marino Carlos Alberto Lacoste, el segundo del Ente Autárquico Mundial (EAM) 78, de gran ascendencia en River. A poco de cumplirse los 40 años de la Copa del Mundo, el exportero se reunió con Graciela Palacio de Lois (esposa de un desaparecido) y Ángela "Lita" Paolín de Boitano (madre de dos desaparecidos), integrantes de Familiares de Desaparecidos y Detenidos por Razones Políticas, en la cancha de River, a quienes les confesó que sentía vergüenza de decir que había sido feliz por haber logrado el campeonato mientras la dictadura continuaba con las desapariciones forzadas de personas.

### Homenajes
Desde 2008, hasta el 2014, a los arqueros de fútbol menos goleados de la Primera División de Argentina se les otorgó el Premio Fillol, en honor al histórico arquero.
Fue homenajeado el domingo 25 de junio de 2023 con el descubrimiento de una estatua en su pueblo, San Miguel del Monte, en el 45° aniversario de la obtención del Mundial de 1978.
Hacia noviembre de 2024, en uno de los distritos donde vivió, al sur del conurbano, fue declarado Personalidad Destacada del Deporte por el Concejo Deliberante de Berazategui.
En 2025, fue elegido en la categoría Decano Internacional en la Decimotercera Votación del Salón de la Fama del Futbol Internacional. La votación se realizó en Pachuca, Hidalgo, México, y participaron 140 periodistas de todo el mundo. La distinción ubica al “Pato” entre un grupo de 180 figuras históricas del fútbol, en reconocimiento a su trayectoria y a su impacto en la historia del deporte.